# Turn- und Sportverein München von 1860 1980-1981
Questa voce raccoglie le informazioni riguardanti il Turn- und Sportverein München von 1860 nelle competizioni ufficiali della stagione 1980-1981.

## Stagione
Nella stagione 1980-1981 il Monaco 1860, allenato da Carl-Heinz Rühl, concluse il campionato di Bundesliga al 16º posto. In Coppa di Germania il Monaco 1860 fu eliminato al secondo turno dal Borussia Dortmund.

## Rosa
| N. |                     | Ruolo | Calciatore          |
| -- | ------------------- | ----- | ------------------- |
|    | Germania (bandiera) | P     | Gerald Hillringhaus |
|    | Germania (bandiera) | P     | Norbert Kleider     |
|    | Germania (bandiera) | P     | Michael Probst      |
|    | Germania (bandiera) | P     | Thomas Zander       |
|    | Germania (bandiera) | D     | Rolf Grünther       |
|    | Germania (bandiera) | D     | Walter Hainer       |
|    | Germania (bandiera) | D     | Jupp Kapellmann     |
|    | Germania (bandiera) | D     | Hans Klinkhammer    |
|    | Germania (bandiera) | D     | Herbert Scheller    |
|    | Germania (bandiera) | D     | Jürgen Strack       |
|    | Germania (bandiera) | D     | Rudolf Sturz        |
|    | Germania (bandiera) | C     | Hermann Bitz        |

| N. |                     | Ruolo | Calciatore       |
| -- | ------------------- | ----- | ---------------- |
|    | Germania (bandiera) | C     | Alfred Herberth  |
|    | Germania (bandiera) | C     | Horst Raubold    |
|    | Germania (bandiera) | C     | Uwe Schreml      |
|    | Germania (bandiera) | C     | Wolfgang Sidka   |
|    | Germania (bandiera) | C     | Christian Werner |
|    | Germania (bandiera) | C     | Horst Wohlers    |
|    | Germania (bandiera) | A     | Harry Ellbracht  |
|    | Romania (bandiera)  | A     | Viorel Năstase   |
|    | Germania (bandiera) | A     | Dirk Schröter    |
|    | Croazia (bandiera)  | A     | Ivica Senzen     |
|    | Germania (bandiera) | A     | Rudi Völler      |

## Organigramma societario
Area tecnica
- Allenatore: Carl-Heinz Rühl
- Allenatore in seconda:
- Preparatore dei portieri:
- Preparatori atletici:

## Calciomercato

### Sessione estiva
| Acquisti | Acquisti         | Acquisti            | Acquisti |
| R.       | Nome             | da                  | Modalità |
| -------- | ---------------- | ------------------- | -------- |
| C        | Uwe Schreml      | Bayreuth            |          |
| D        | Walter Hainer    | SpVgg Landshut      |          |
| D        | Hans Klinkhammer | Borussia M'gladbach |          |
| A        | Viorel Năstase   | FCSB                |          |
| A        | Dirk Schröter    | SV Hüsten 09        |          |
| C        | Wolfgang Sidka   | Hertha Berlino      |          |
| A        | Rudi Völler      | Kickers Offenbach   |          |
| C        | Christian Werner | Hertha Berlino      |          |

| Cessioni | Cessioni             | Cessioni            | Cessioni |
| R.       | Nome                 | a                   | Modalità |
| -------- | -------------------- | ------------------- | -------- |
| A        | Wolfgang Metzler     | Greuther Fürth      |          |
| D        | Hans Fischl          | ESV Ingolstadt      |          |
| A        | Franz Gerber         | ESV Ingolstadt      |          |
| A        | Erhard Hofeditz      | Kaiserslautern      |          |
| A        | Georg Metzger        | SC Fürstenfeldbruck |          |
| D        | Hans-Dieter Seelmann | Greuther Fürth      |          |
| C        | Josef Stering        | Grazer AK           |          |

### Sessione invernale
| Acquisti | Acquisti | Acquisti | Acquisti |
| R.       | Nome     | da       | Modalità |
| -------- | -------- | -------- | -------- |

| Cessioni | Cessioni | Cessioni | Cessioni |
| R.       | Nome     | a        | Modalità |
| -------- | -------- | -------- | -------- |

## Risultati

### Bundesliga

#### Girone di andata
| Arbitro: | Roth |

|                             |           |                        |
| Klinkhammer 77’ Raubold 82’ | Marcatori | 50’ Pinkall 85’ Oswald |

| Arbitro: | Redelfs |

|             |           |  |
| Büssers 88’ | Marcatori |  |

| Arbitro: | Ahlenfelder |

|                 |           |                                        |
| Werner 28’, 87’ | Marcatori | 15’, 64’ Frank 22’ (rig.), 89’ Volkert |

| Arbitro: | Pauly |

|                      |           |                         |
| Funkel 47’, 66’, 84’ | Marcatori | 53’ Völler 69’ Scheller |

| Arbitro: | Ohmsen |

|                 |           |            |
| Völler 43’, 70’ | Marcatori | 38’ Müller |

| Arbitro: | Schmoock |

|                           |           |             |
| Pezzey 87’ Hölzenbein 88’ | Marcatori | 67’ Năstase |

| Monaco di Baviera 20 settembre 1980, ore 15:30 CEST 7ª giornata | Monaco 1860 | 0 – 0 referto | Borussia M'gladbach | Stadion an der Grünwalder Straße (25 000 spett.)\| Arbitro: \| Tritschler \| |
| Arbitro:                                                        | Tritschler  |               |                     |                                                                              |

| Arbitro: | Föckler |

|  |           |                                   |
|  | Marcatori | 71’ Völler 81’ Wohlers 88’ Werner |

| Arbitro: | Assenmacher |

|             |           |                                                    |
| Năstase 62’ | Marcatori | 18’ Niedermayer 19’ (rig.) Breitner 70’ Rummenigge |

| Arbitro: | Horeis |

|                                                |           |            |
| Burgsmüller 35’ Eðvaldsson 62’, 76’ Votava 74’ | Marcatori | 39’ Völler |

| Arbitro: | Luca |

|                                  |           |                          |
| Völler 49’, 62’, 78’ Wohlers 56’ | Marcatori | 7’ Theis 16’, 32’ Allofs |

| Arbitro: | Retzmann |

|             |           |  |
| Bittcher 8’ | Marcatori |  |

| Arbitro: | Niebergall |

|                          |           |            |
| Wohlers 31’ Herberth 87’ | Marcatori | 25’ Schock |

| Arbitro: | Engel |

|            |           |           |
| Økland 50’ | Marcatori | 54’ Sidka |

| Monaco di Baviera 29 novembre 1980, ore 15:30 CET 15ª giornata | Monaco 1860 | 0 – 0 referto | Stoccarda | Stadion an der Grünwalder Straße (21 000 spett.)\| Arbitro: \| Uhlig \| |
| Arbitro:                                                       | Uhlig       |               |           |                                                                         |

| Arbitro: | Waltert |

|                                   |           |          |
| Hrubesch 21’, 69’, 87’ Magath 90’ | Marcatori | 75’ Bitz |

| Arbitro: | Hennig |

|                                                    |           |                               |
| Struth 22’ (aut.) Wohlers 23’ Sidka 32’ Senzen 51’ | Marcatori | 60’ (rig.) Struth 88’ Günther |

#### Girone di ritorno
| Arbitro: | Ohmsen |

|                                        |           |          |
| Tenhagen 60’ Pinkall 77’, 81’ Bast 86’ | Marcatori | 9’ Sidka |

| Arbitro: | Heitmann |

|              |           |                                 |
| Scheller 89’ | Marcatori | 48’ Büssers 80’ Kempe 84’ Gores |

| Arbitro: | Eschweiler |

|             |           |                         |
| Brunner 63’ | Marcatori | 18’ Völler 74’ Scheller |

| Arbitro: | Risse |

|             |           |            |
| Năstase 81’ | Marcatori | 13’ Funkel |

| Arbitro: | Hontheim |

|                              |           |             |
| Müller 2’, 6’ Bonhof 5’, 20’ | Marcatori | 37’ Năstase |

| Arbitro: | Stäglich |

|  |           |                 |
|  | Marcatori | 41’, 65’ Nickel |

| Arbitro: | Luca |

|                             |           |                          |
| Matthäus 6’, 57’ Hannes 44’ | Marcatori | 29’ Năstase 83’ Scheller |

| Arbitro: | Horstmann |

|                                                    |           |  |
| Năstase 2’ (rig.), 34’, 65’ (rig.) Klinkhammer 40’ | Marcatori |  |

| Arbitro: | Pauly |

|              |           |              |
| Horsmann 57’ | Marcatori | 78’ Scheller |

| Arbitro: | Brückner |

|  |           |                 |
|  | Marcatori | 52’ Burgsmüller |

| Arbitro: | Kasperowski |

|                        |           |              |
| Schmitz 17’ Allofs 64’ | Marcatori | 27’ Scheller |

| Arbitro: | Horeis |

|                             |           |              |
| Strack 24’ Năstase 40’, 87’ | Marcatori | 73’ Szymanek |

| Arbitro: | Roth |

|                                        |           |                  |
| Schock 28’ Schröder 88’ Eilenfeldt 90’ | Marcatori | 17’, 77’ Năstase |

| Arbitro: | Clajus |

|            |           |  |
| Senzen 60’ | Marcatori |  |

| Arbitro: | Uhlig |

|                             |           |             |
| Hattenberger 48’ Kelsch 66’ | Marcatori | 35’ Năstase |

| Monaco di Baviera 6 giugno 1981, ore 15:30 CEST 33ª giornata | Monaco 1860 | 0 – 0 referto | Amburgo | Stadio Olimpico (40 000 spett.)\| Arbitro: \| Ahlenfelder \| |
| Arbitro:                                                     | Ahlenfelder |               |         |                                                              |

| Arbitro: | Assenmacher |

|                                                                   |           |                            |
| Günther 29’, 87’ Wiesner 55’ Groß 59’ Schüler 66’ Krauth 76’, 86’ | Marcatori | 1’ Klinkhammer 68’ Năstase |

### Coppa di Germania
| Arbitro: | Theobald |

|  |           |                                                                           |
|  | Marcatori | 11’, 22’, 38’, 87’, 89’ (rig.) Năstase 42’ Völler 48’ Sturz 69’ Ellbracht |

| Arbitro: | Horstmann |

|                                          |           |           |
| Burgsmüller 23’ Votava 51’ Schneider 72’ | Marcatori | 87’ Sidka |

## Statistiche

### Statistiche di squadra
| Competizione      | Punti | In casa | In casa | In casa | In casa | In casa | In casa | In trasferta | In trasferta | In trasferta | In trasferta | In trasferta | In trasferta | Totale | Totale | Totale | Totale | Totale | Totale | DR  |
| Competizione      | Punti | G       | V       | N       | P       | Gf      | Gs      | G            | V            | N            | P            | Gf           | Gs           | G      | V      | N      | P      | Gf     | Gs     | DR  |
| ----------------- | ----- | ------- | ------- | ------- | ------- | ------- | ------- | ------------ | ------------ | ------------ | ------------ | ------------ | ------------ | ------ | ------ | ------ | ------ | ------ | ------ | --- |
| Bundesliga        | 25    | 17      | 7       | 5       | 5       | 27      | 24      | 17           | 2            | 2            | 13           | 22           | 43           | 34     | 9      | 7      | 18     | 49     | 67     | -18 |
| Coppa di Germania | -     | 0       | 0       | 0       | 0       | 0       | 0       | 2            | 1            | 0            | 1            | 9            | 3            | 2      | 1      | 0      | 1      | 9      | 3      | +6  |
| Totale            | 25    | 17      | 7       | 5       | 5       | 27      | 24      | 19           | 3            | 2            | 14           | 31           | 46           | 36     | 10     | 7      | 19     | 58     | 70     | -12 |

### Andamento in campionato
| Giornata  | 1 | 2  | 3  | 4  | 5  | 6  | 7  | 8  | 9  | 10 | 11 | 12 | 13 | 14 | 15 | 16 | 17 | 18 | 19 | 20 | 21 | 22 | 23 | 24 | 25 | 26 | 27 | 28 | 29 | 30 | 31 | 32 | 33 | 34 |
| --------- | - | -- | -- | -- | -- | -- | -- | -- | -- | -- | -- | -- | -- | -- | -- | -- | -- | -- | -- | -- | -- | -- | -- | -- | -- | -- | -- | -- | -- | -- | -- | -- | -- | -- |
| Luogo     | C | T  | C  | T  | C  | T  | C  | T  | C  | T  | C  | T  | C  | T  | C  | T  | C  | T  | C  | T  | C  | T  | C  | T  | C  | T  | C  | T  | C  | T  | C  | T  | C  | T  |
| Risultato | N | P  | P  | P  | V  | P  | N  | V  | P  | P  | V  | P  | V  | N  | N  | P  | V  | P  | P  | V  | N  | P  | P  | P  | V  | N  | P  | P  | V  | P  | V  | P  | N  | P  |
| Posizione | 8 | 12 | 16 | 16 | 13 | 15 | 15 | 14 | 14 | 15 | 15 | 15 | 14 | 14 | 15 | 15 | 14 | 16 | 16 | 15 | 14 | 16 | 16 | 17 | 15 | 14 | 15 | 17 | 14 | 14 | 14 | 16 | 16 | 16 |

Legenda:

Luogo: C = Casa; T = Trasferta. Risultato: V = Vittoria; N = Pareggio; P = Sconfitta.

### Statistiche dei giocatori
| Giocatore       | Bundesliga | Bundesliga | Bundesliga  | Bundesliga | Coppa di Germania | Coppa di Germania | Coppa di Germania | Coppa di Germania | Totale   | Totale | Totale      | Totale     |
| Giocatore       | Presenze   | Reti       | Ammonizioni | Espulsioni | Presenze          | Reti              | Ammonizioni       | Espulsioni        | Presenze | Reti   | Ammonizioni | Espulsioni |
| --------------- | ---------- | ---------- | ----------- | ---------- | ----------------- | ----------------- | ----------------- | ----------------- | -------- | ------ | ----------- | ---------- |
| H. Bitz         | 19         | 1          | 0           | 0          | 2                 | 0                 | 0                 | 0                 | 21       | 1      | 0           | 0          |
| H. Ellbracht    | 2          | 0          | 0           | 0          | 1                 | 1                 | 0                 | 0                 | 3        | 1      | 0           | 0          |
| R. Grünther     | 32         | 0          | 4           | 0          | 2                 | 0                 | 0                 | 0                 | 34       | 0      | 4           | 0          |
| W. Hainer       | 3          | 0          | 0           | 0          | 0                 | 0                 | 0                 | 0                 | 3        | 0      | 0           | 0          |
| A. Herberth     | 14         | 1          | 0           | 0          | 0                 | 0                 | 0                 | 0                 | 14       | 1      | 0           | 0          |
| G. Hillringhaus | 0          | 0          | 0           | 0          | 0                 | 0                 | 0                 | 0                 | 0        | 0      | 0           | 0          |
| J. Kapellmann   | 7          | 0          | 1           | 0          | 1                 | 0                 | 0                 | 0                 | 8        | 0      | 1           | 0          |
| N. Kleider      | 0          | 0          | 0           | 0          | 0                 | 0                 | 0                 | 0                 | 0        | 0      | 0           | 0          |
| H. Klinkhammer  | 14         | 3          | 2           | 0          | 1                 | 0                 | 0                 | 0                 | 15       | 3      | 2           | 0          |
| W. Metzler      | 1          | 0          | 0           | 0          | 1                 | 0                 | 0                 | 0                 | 2        | 0      | 0           | 0          |
| V. Năstase      | 23         | 14         | 0           | 0          | 1                 | 5                 | 0                 | 0                 | 24       | 19     | 0           | 0          |
| M. Probst       | 0          | 0          | 0           | 0          | 0                 | 0                 | 0                 | 0                 | 0        | 0      | 0           | 0          |
| H. Raubold      | 34         | 1          | 1           | 0          | 2                 | 0                 | 0                 | 0                 | 36       | 1      | 1           | 0          |
| H. Scheller     | 33         | 6          | 3           | 0          | 1                 | 0                 | 0                 | 0                 | 34       | 6      | 3           | 0          |
| U. Schreml      | 14         | 0          | 2           | 0          | 0                 | 0                 | 0                 | 0                 | 14       | 0      | 2           | 0          |
| D. Schröter     | 5          | 0          | 0           | 0          | 0                 | 0                 | 0                 | 0                 | 5        | 0      | 0           | 0          |
| I. Senzen       | 30         | 2          | 5           | 0          | 1                 | 0                 | 0                 | 0                 | 31       | 2      | 5           | 0          |
| W. Sidka        | 34         | 3          | 2           | 0          | 2                 | 1                 | 0                 | 0                 | 36       | 4      | 2           | 0          |
| J. Strack       | 27         | 1          | 2           | 0          | 2                 | 0                 | 0                 | 0                 | 29       | 1      | 2           | 0          |
| R. Sturz        | 6          | 0          | 0           | 0          | 2                 | 1                 | 0                 | 0                 | 8        | 1      | 0           | 0          |
| R. Völler       | 33         | 9          | 0           | 0          | 2                 | 1                 | 0                 | 0                 | 35       | 10     | 0           | 0          |
| C. Werner       | 20         | 3          | 4           | 0          | 1                 | 0                 | 0                 | 0                 | 21       | 3      | 4           | 0          |
| H. Wohlers      | 30         | 4          | 2           | 0          | 1                 | 0                 | 0                 | 0                 | 31       | 4      | 2           | 0          |
| T. Zander       | 34         | 0          | 1           | 0          | 2                 | 0                 | 0                 | 0                 | 36       | 0      | 1           | 0          |